# سرای منجم‌باشی
سرای منجم باشی مربوط به دوره صفوی است و در اصفهان، میدان نقش جهان، بازار بزرگ، بازار منجم واقع شده و این اثر در تاریخ ۲۳ شهریور ۱۳۸۲ با شمارهٔ ثبت ۱۰۲۱۸ به‌عنوان یکی از آثار ملی ایران به ثبت رسیده است.